# Franziska Völckner
Franziska Völckner (* 1977 in Hamburg) ist eine deutsche Wirtschaftswissenschaftlerin. Sie ist Professorin für Betriebswirtschaftslehre und Direktorin des Seminars für Marketing und Markenmanagement an der Universität zu Köln.

## Leben
Franziska Völckner ist seit 2007 Inhaberin des Lehrstuhls für Betriebswirtschaftslehre mit einem Arbeitsschwerpunkt im Bereich Marketing und Markenmanagement an der Universität zu Köln. Von Oktober 2000 bis September 2007 war sie Mitarbeiterin am Institut für Marketing und Medien bei Henrik Sattler an der Universität Hamburg. Während dieser Zeit promovierte Völckner zum Thema „Empirische Analysen zum Markentransfererfolg bei kurzlebigen Konsumgütern“ (Abschluss 2003). In 2006 habilitierte sie sich an der Wirtschafts- und Sozialwissenschaftlichen Fakultät der Universität Hamburg zum Thema „Preise und Marken als Marktsignale“. Ihre Arbeiten wurden mehrfach ausgezeichnet. Forschungsaufenthalte führten sie als Visiting Scholar an die Australian Graduate School of Management der University of New South Wales (Sydney), an die University of Technology, Sydney und an die Waikato Management School (Hamilton, Neuseeland). Völckner ist Autorin von zwei Büchern und zahlreichen Aufsätzen, u. a. in Journal of Marketing und Journal of the Academy of Marketing Science.
Beim Handelsblatt Betriebswirte-Ranking 2009, das die Forschungsleistung von 2100 Betriebswirten in Deutschland, Österreich und der deutschsprachigen Schweiz gemessen an der Qualität der Publikationen seit 2005 analysiert, erreichte sie Platz 21.

## Arbeitsschwerpunkte
Besonderer Interessensschwerpunkt von Franziska Völckner ist das Markenmanagement für Konsumgüter, Dienstleistungen, Medien und den Handel – beispielsweise die Gestaltung von Markenstrategien, die (monetäre) Markenbewertung und das Management von Stars als „Human Brands“. Weitere Forschungsschwerpunkte bilden das Preismanagement (z. B. Behavioral Pricing, Zahlungsbereitschaftsmessung, Preisoptimierung) sowie die Markt- und Konsumentenforschung (z. B. Präferenzmessung, Ansätze zur Kundensegmentierung). Eine zentrale Plattform zur Förderung des Austauschs zwischen Wissenschaft und Praxis stellt das Wissenschaftliches Zentrum für Markenmanagement und Marketing (ZMM) dar, dessen Mitgründerin und 2. Vorsitzende sie ist.

## Publikationen (Auswahl)
- (zusammen mit Henrik Sattler) Markenpolitik. 2., vollständig überarbeitete und erweiterte Auflage. Kohlhammer, Stuttgart 2007, ISBN 978-3-17-019347-5 (1. Auflage von Henrik Sattler, 2001).
- Neuprodukterfolg bei kurzlebigen Konsumgütern: Eine empirische Analyse der Erfolgsfaktoren von Markentransfers. Deutscher Universitäts-Verlag, Wiesbaden 2003, ISBN 3-8244-7891-9 (Gabler Edition Wissenschaft.).
- The dual role of price: Decomposing consumers’ reaction to price. In: Journal of the Academy of Marketing Science. Vol. 36, Heft 3, 2008, S. 359–377.
- (zusammen mit Henrik Sattler und Gwen Kaufmann) Image feedback effects of brand extensions. Evidence from a longitudinal field study. In: Marketing Letters. Vol. 19, Heft 2, 2008, S. 109–124.
- (zusammen mit Julian Hofmann) Perceived price-quality relationship. A meta-analytic review and assessment of its determinants. In: Marketing Letters. Vol. 18, Heft 3, 2007, S. 181–196.
- (zusammen mit Henrik Sattler) Empirical generalizability of consumer evaluations of brand extensions. In: International Journal of Research in Marketing. Vol. 24, Heft 2, 2007, S. 149–162.
- (zusammen mit Henrik Sattler) Drivers of brand extension success. In: Journal of Marketing. Vol. 70 (April), Heft 2, 2006, S. 18–34.